# 陈孝良
陈孝良（1980年6月20日—），山东邹城人，中国科学院声学研究所副研究员，声智科技创始人、董事长兼首席执行官。

## 人物简介
1980年生于山东邹城。2002年毕业于北京航空航天大学获管理学士学位，2005年师从声学家田静学习声学信号处理，2010年毕业于中国科学院声学研究所获博士学位，曾任信息化办公室主任和中国科学院声学研究所副研究员 。清华-腾讯青腾大学未来科技学堂二期学员，清华五道口金融学院金融EMBA。

## 研究领域
主要参加海军某重大项目、中科院重大创新及先导项目、863课题、中国电科院重大项目等研究。先后从事过声与振动信号监测、电声系统与声频工程、建筑、声学信号等领域的研究工作。目前主要结合计算机、通信和声学信号处理领域的成果和新进展，开展新型声学技术、信息融合以及人工智能方面的研究，包括声与振动信号处理、3D声音编解码、声波通信及识别、语音信号识别与处理、智能音响技术、深度机器学习等方面的研究等。

## 人物履历
2016年创立声智科技，专注于声学前沿技术和人工智能交互。

## 社会任职
- 计算机学会语音对话与听觉专业组常务委员
- 中国声学学会声频工程分会委员
- 中国人工智能与大数据专家委员

## 人物荣誉
2005年度山东邹城第二届"十佳爱心使者"称号
2010年度获中科院院长优秀奖
2011年度获得中国科学院“优秀博士学位论文、院长奖获得者科研启动专项资金”资助
2017年度中关村高端领军人才